# Alchemilla hirtipes
Alchemilla hirtipes é uma espécie de rosácea do gênero Alchemilla, pertencente à família Rosaceae.